# Milton, Kentucky
Milton är en ort i Trimble County i delstaten Kentucky, USA.